# 紐科姆灣
66°16′S 110°33′E / 66.267°S 110.550°E
紐科姆灣（英語：Newcomb Bay）是南極洲的海灣，位於威爾克斯地，處於克拉克半島和貝利半島之間，根據美國海軍拍攝的空中照片繪入地圖，現時由南極條約體系管理。